# Die Toten von Salzburg – Mord in bester Lage
Die Toten von Salzburg – Mord in bester Lage ist ein österreichischer Fernsehfilm der Krimireihe Die Toten von Salzburg aus dem Jahr 2025 von Erhard Riedlsperger nach einem Drehbuch von Maria Hinterkörner. In der ZDF-Mediathek wurde der Film am 5. März 2025 veröffentlicht, im ZDF und im ORF wurde der Film am 12. März 2025 erstmals ausgestrahlt.

## Handlung
In diesem Fall untersuchen Irene Russmeyer, ihr bayerischer Kollege Hubert Mur und Hofrat Alfons Seywald den Mord an der 23-jährigen Immobilienmaklerin Noelle Imlauer. Diese war seit rund einem Jahr für Francis Zeferer, CEO der FRAZE-Holding, tätig und überredete Herrn Wolfgang zu einer Wohnungsbesichtigung. Am nächsten Morgen findet er die Maklerin erschossen in der leeren Wohnung.
Von ihrer Mutter Yvonne Imlauer erfährt Mur, dass Noelle beim Immobilienunternehmen von Niklas Becherling begonnen hatte, einem Tochterunternehmen der FRAZE. Beim Immobilienstammtisch in seinem Kaffeehaus hatte Herr Wolfgang Noelle mit einer ihm unbekannten Person gesehen. Die beiden waren gemeinsam auf die Damentoilette verschwunden. Laut der Ohrenzeugin Regis Bianchi wurde die Unbekannte von Noelle Vanessa genannt. Yvonne Imlauer nennt Mur darauf Noelles ehemals beste Freundin Vanessa Pöttler.
Vanessa war unter dem falschen Namen Daphne Olivia Marx in der Immobilienszene aktiv und ist davon überzeugt, dass es sich bei dem tödlichen Unfall ihres Vaters Tobias auf einer Baustelle der FRAZE in der Guggenmoosstraße vor fünf Jahren im Juli 2019 in Wirklichkeit um einen Auftragsmord gehandelt hat. Vanessa hatte damals einen Kampf beobachtet, der dem tödlichen Sturz vorangegangen war. 
Laut Francis Zeferer ist der Bau in der Guggenmoosstraße sein Sorgenkind wegen Lieferschwierigkeiten, Baustopps und dem Unfall von Tobias Pöttler. Sein mittlerweile verstorbener Vater Franz Zeferer hatte das Objekt 2016 von der Stadt abgekauft, unter der Bedingung, dass dort zu 50 Prozent geförderte Mietwohnungen entstehen. Von Zeferers Assistentin Sinah Riesen erhält Russmeyer die Aufnahmen der Überwachungskamera aus der Mordnacht. Auf diesen ist eine Person zu sehen, die das Gebäude um den Tatzeitpunkt betrat und den Türcode kannte. Außerdem ist ein Fahrzeug zu erkennen, das auf die FRAZE zugelassen ist. Das Auto ist Niklas Becherling zuzuordnen, der behauptet, sich verfahren zu haben.
Laut Becherling hatte Noelle begonnen, die Geschäftsmethoden des Unternehmens zu hinterfragen. Im Terminkalender von Noelle ist ein Treffen mit ihrem Ex-Freund in der Franziskanerkirche eingetragen. Noelles Mutter weiß allerdings nichts von einem Freund. Tatsächlich treffen Mur und Russmeyer in der Kirche auf Arvid Exenschläger von der Wirtschafts- und Korruptionsstaatsanwaltschaft, laut dem Noelle deren Kronzeugin war und sie einen Betrug zwischen der FRAZE-Holding und der Stadt bei einer Umwidmung aufgedeckt hatte. Francis Zeferer wollte im Objekt in der Guggenmoosstraße anstelle der gemeinnützigen Wohnungen ausschließlich Luxuswohnungen errichten.
Im Spind von Tobias Pöttler findet Russmeyer einen doppelten Boden, darunter sind Aufzeichnungen, wonach der Polier Dietmar Galeitner Lieferungen retourniert hatte, damit sich der Baufortschritt verzögert und die Umwidmung stattfinden kann. Galeitner behauptet allerdings, mit dem Tod von Tobias nichts zu tun zu haben. Um die Umwidmung durchzubringen verschenkte Francis Zeferer eine Villa am Strand von Kefalonia an den Landtagsabgeordneten Oberkofler, den Chef der Wohnbaukommission. 
Hofrat Seywald sucht im Gefängnis die ehemalige Landtagspräsidentin Susanne Zirner auf, die die Vorgängerin von Oberkofler war. Gegen das Versprechen für eine monatliche Whiskey-Lieferung an Zirner erhält Seywald den Hinweis auf Francis Assistentin Sinah Riesen. Russmeyer vermutet, dass Riesen die beiden Morde in Auftrag gegeben hatte um das Unternehmen zu schützen. Weil Riesen aus Loyalität zum Unternehmen und Francis schweigt, nimmt Russmeyer ein Gespräch mit Francis auf, wonach Sinah nicht Teil seiner Familie und „eine alternde Sekretärin am besten Weg in die Demenz, die schon längst in die Pension gehört“. Erst nachdem Russmeyer Riesen das aufgezeichnete Gespräch vorspielt, legt diese ein Geständnis ab.
Weil Russmeyer Vanessa Pöttler telefonisch nicht erreicht, nimmt Richard Wagner eine Handyortung vor. Sowohl Vanessa als auch Francis befinden sich auf der Baustelle, wo Vanessa Francis mit einer Waffe bedroht. Nach dem Hinweis auf das Geständnis von Sinah Riesen kann Vanessa entwaffnet werden.

## Produktion
Die Dreharbeiten fanden  im April und Mai 2024 in Salzburg und Umgebung statt. Gedreht wurde unter anderem in der Franziskanerkirche, im Café Bazar und am Friedhof St. Peter.
Produziert wurde der Film von der Satel Film (Produzent Heinrich Ambrosch), beteiligt waren der Österreichische Rundfunk und das ZDF, unterstützt wurde die Produktion von FISA+, dem Fernsehfonds Austria, dem Land Salzburg und der Stadt Salzburg.
Die Kamera führte Kai Longolius, die Musik schrieb Dominik Giesriegl, für die Montage zeichnete Frank Soiron verantwortlich und für das Casting Nicole Schmied. Das Szenenbild gestaltete Michael Wiese, das Kostümbild Christoph Birkner, das Maskenbild Jasmin Wörister, Marie Öttl und Mathilde Basedow.

## Rezeption

### Kritiken
tvspielfilm.de urteilte: „Solides Rätselraten mit überraschend starkem Einstieg“. Der Film mache einen komplexen Fall in einem interessanten Setting auf, der durch den Einstieg sehr dicht starte. Es wirke zwar alles erst einmal recht eindeutig, dann jedoch schwanke die Eindeutigkeit stark in der cleveren zweiten Hälfte.
Volker Bergmeister vergab auf tittelbach.tv 3,5 von 6 Sternen. Das schöne Salzburg rücke in den Hintergrund, es dominiere die Kühle. Schwarzweiß-Zeichnung der Charaktere und inhaltliche Überfrachtung trübten das Vergnügen. Die Episode sei nicht mehr als ein solider, konventionell erzählter Krimi nach bekanntem Muster, mit zuweilen gelungenem Wortwitz, Mini-Showdown und einer augenzwinkernden Schlusspointe.
Elisa Eberle schrieb auf prisma.de, dass nach der Energiewende in Süßes Gift mit den steigenden Wohnkosten ein weiteres gesellschaftspolitisches Top-Thema auf den Tisch geholt werde. Dieses werde mit vielleicht ein wenig zu dick aufgetragenen Reichen-Klischees, jedoch nicht ohne das reihentypische Augenzwinkern behandelt. Heimliches Highlight des durchaus amüsanten Krimis sei wie so oft der bayerische Streifenpolizist Richard Wagner.
Oliver Armknecht bewertete die Folge auf film-rezensionen.de mit fünf von zehn Punkten. Der Krimi setze auf eine Mischung aus bewährten Feindbildern und Humor. Das funktioniere prinzipiell, lasse aber eine eigene Handschrift vermissen und sei dann doch zu formelhaft.

### Einschaltquoten
In Deutschland sahen den Film bei Erstausstrahlung im ZDF 6,25 Millionen Personen, der Marktanteil betrug  25,0 Prozent.
Die Erstausstrahlung im ORF am 12. März 2025 sahen bis zu 879.000 und durchschnittlich 870.000 Personen bei einem Marktanteil von 32 Prozent.